# Photonectes parvimanus
Photonectes parvimanus es una especie de pez de la familia Stomiidae en el orden de los Stomiiformes.

## Morfología
Los machos pueden llegar alcanzar los 24,5 cm de longitud total.

## Hábitat
Es un pez de mar y de aguas profundas que vive 0-1.463 m de profundidad.

## Distribución geográfica
Se encuentra en el  Atlántico oriental ( Madeira, las Islas Canarias y Sudáfrica), el Atlántico occidental (desde los Estados Unidos hasta las Bahamas) y Australia.